# 118401 LINEAR
118401 LINEAR (mednarodno ime je 118401 LINEAR, kot komet pa ga označujejo z oznako 176P|LINEAR, znan je tudi kot komet LINEAR 52) je asteroid, ki pripada družini Temida in je komet asteroidnega pasu. 

## Odkritje
Odkrit je bil 7. septembra 1999 v programu LINEAR v Socorru, Nova Mehika, ZDA. Značilnosti kometa so opazili 26. novembra 2005 Henry H. Hsieh in David C. Jewitt v projektu Hawaii Trails, ki se je izvajal na Observatoriju Gemini na gori Mauna Kea.  Odkritje je potrdila tudi Univerza na Havajih v letu 2005.

## Lastnosti
Na osnovi absolutne magnitude so ocenili, da ima asteroid/komet premer okoli 6 km .
Kometi v glavnem asteroidnem pasu imajo skoraj krožne tirnice (majhna izsrednost). Ker komet 176P/LINEAR lahko tvori komo, ga verjetno sestavlja precej vode. 
Ostali kometi, ki jih obravnavamo tudi kot asteroide so še 2060 Hiron (95P/Chiron), 4015 Wilson-Harrington (107P/wilson-Harrington), 7968 Elst-Pizarro (133P/Elst-Pizarro) in 60558 Eheklej (174P/Echeclus).